# Графтон (Новый Южный Уэльс)
Гра́фтон (англ. Grafton) — город в регионе Northern Rivers австралийского штата Новый Южный Уэльс. Он расположен на реке Кларенс, примерно в 500 километрах к северу-северо-востоку от столицы штата Сиднея. Ближайшие крупные города, Брисбен и Голд-Кост, расположены через границу в юго-восточном штате Квинсленд. Согласно переписи населения 2016 года, в городском районе Графтона проживало 18 668 человек. В 70 километрах от города находится национальный парк Уошпул.

## История
В 1851 году губернатор Чарльз Август Фицрой официально назвал данный населённый пункт «Графтоном» в честь своего деда, герцога Графтона, бывшего премьер-министра Соединённого королевства Великобритании и Северной Ирландии. Графтон получил статус города в 1885 году.